# Mevania basalis
Mevania basalis là một loài bướm đêm thuộc phân họ Arctiinae, họ Erebidae.